# Плоциці (Поморське воєводство)
Плоциці (пол. Płocice) — село в Польщі, у гміні Ліпуш Косьцерського повіту Поморського воєводства.
Населення — 44 особи (2011).
У 1975-1998 роках село належало до Гданського воєводства.

## Демографія
Демографічна структура станом на 31 березня 2011 року:
|          | Загалом | Допрацездатний вік | Працездатний вік | Постпрацездатний вік |
| -------- | ------- | ------------------ | ---------------- | -------------------- |
| Чоловіки | 22      | 4                  | 16               | 2                    |
| Жінки    | 22      | 5                  | 15               | 2                    |
| Разом    | 44      | 9                  | 31               | 4                    |